# 울산테크노파크
울산테크노파크는 2016년 ‘지속발전 가능한 창조형 기술혁신 거점’이라는 비전을 달성하기 위해 4대 추진전략(기회창출형 지역혁신 거점기능 강화, 가치창조형 지역산업성장기반 고도화, 기술주도형 강소기업 발굴 및 육성, 경영자원 효율성 극대화)을 제시하였다. 이러한 비전과 전략의 토대 위에서 울산테크노파크는 울산의 미래를 이끄는 기술혁신의 거점기관으로써의 역할을 지속적으로 수행하고 있으며, ‘품격있고 따뜻한 창조도시 울산’을 향해 나아가기 위하여 울산의 주력산업구조도화와 새로운 융복합 신산업육성에 최선을 다하고 있다.
울산테크노파크는 2016년 기준으로 전체 499억원의 사업비를 투입하여 전체 110개의 사업을 수행하였다. 세부적으로 지역의 중소기업들을 위한 1,445건의 기술지원(기술중개, 애로기술지원, 시험인증지원)이 이루어졌으며, 2,289백만원을 투입하여 280개의 기업(중복포함 499개 기업)을 대상으로 사업화를 지원하였다. 아울러 창업을 준비 중에 있는 창업준비자와 중소기업 직원들의 역량강화를 위하여 정밀화학, 수송기계, 에너지부품, 자동차부품 기술융합, 고분자나노융합소재 등 다양한 분야에 걸쳐 3,002명(2,213시간)을 대상으로 교육을 실시하였다. 또한, 울산테크노파크는 정밀화학 및 자동차 관련 전체 68대의 장비(주장비 기준)를 구축하고 있으며, 이러한 장비를 활용하여 기업들을 적극적으로 지원하고 있다. 2016년에는 추가적으로 그린카기술센터, 울산종합비즈니스센터, 울산과학기술진흥센터를 개소하여 의욕적이고 창의적인 기업을 대상으로 효과적인 창업보육 서비스를 제공하고 있다.
울산테크노파크의 이러한 노력의 일환으로 사업수혜기업을 대상으로 실시한 만족도 조사결과에서 92.8점(전년 대비 6.0%p 상승, 2015년 기준 공공기관 고객만족도 결과 88.3점)의 높은 점수를 획득하였다. 울산지역산업진흥사업(기술지원, 사업화지원)을 통하여 110명의 신규고용을 창출하였으며, 산업활성화를 통하여 919명의 일자리를 창출하였다. 또한, 유망기업, 창업스타기업, 수출새싹기업 등의 107개사의 강소기업을 육성하였다.
울산테크노파크는 2017년 ‘위기산업 극복과 신성장산업 육성을 통한 지역혁신거검 기능강화’라는 새로운 추진목표를 제시하고 당해 506억원 규모의 사업비 확보하였다. 인프라구축, 기술지원, 사업화, 창업보육, 기술개발 및 지원, 역량강화, 거점기관운영 등의 사업을 추진할 계획에 있으며, 울산의 주력산업(정밀화학, 에너지, 자동차, 조선)뿐만 아니라 친환경자동차, 3D 프린팅, 수소산업 등 신성장동력산업을 적극적으로 발굴 및 육성하기 위해 노력하고 있다.

## 연혁
- 2003.03.06 울산산업진흥재단 설립
- 2004.12.27 테크노파크사업 승인
- 2005.04.25 초대 임육기 원장 취임(1,2대)
- 2005.12.14 자동차부품혁신센터 준공
- 2006.12.16 정밀화학지원센터 준공
- 2008.10.20 테크노파크 본부동 및 기술혁신동 준공
- 2009.03.19 테크노파크 본부동 개원
- 2011.04.25 신동식 원장 취임(3,4대)$1* 2009.10.16기술혁신동 B동 준공
- 2012.01.01 2개 특화센터를 전문기술연구소로 개편
- 2013.02.01 (재)울산테크노파크 기술지원본부 신설
- 2013.02.20 고분자·나노융합소재가공기술센터 개소
- 2013.10.04 융합기술연구소 기공
- 2014.03.21 울산종합비즈니스센터 기공
- 2014.06.03 기술지원성과전시관 개관
- 2014.07.17 지식재산센터 개소
- 2015.03.02 김창룡 원장 취임(5대)